# Agave guttata
Agave guttata ist eine Pflanzenart aus der Gattung der Agaven (Agave) in der Unterfamilie der Agavengewächse (Agavoideae). Das Artepitheton guttata stammt aus dem Lateinischen, bedeutet ‚besprenkelt mit Punkten oder Tropfen‘ und verweist auf die fleckigen Laubblätter der Art.

## Beschreibung
Agave guttata vermehrt sich vegetativ durch ausgebreitete Rhizome. Die zwiebelförmigen bis länglichen Rhizome sind 1,8 bis 4 Zentimeter lang und 1,3 bis 3 Zentimeter breit. Ihre Wurzeln sind halbfleischig. Die zwei bis sieben (in Kultur bis 13) ausgebreiteten bis aufrecht-ausgebreiteten, lanzettlichen bis lanzettlich-elliptischen Laubblätter sind halbsukkulent und häufig zu ihrer Basis hinverschmälert. Sie sind rinnig und wellig. Ihre Spitze ist stumpf und trägt ein kurzes, festes Spitzchen. Die glauken einheitlich grüne oder mit kleinen bis großen und zusammenfließenden grünen oder braunen Flecken besetzte Blattspreite ist 14 bis 38 (selten ab 8) Zentimeter lang und 1,3 bis 4,1 (selten ab 0,9) Zentimeter breit. Die Blattränder weisen ein schmales weißes, knorpeliges Band auf und sind manchmal rot gestrichelt. Die Ränder sind winzig gezähnelt bis ausgenagt. Die Reste der Blattbasis sind faserig und 3 bis 6 Zentimeter lang.
Der „ährige“ Blütenstand erreicht eine Höhe von 91 bis 156 (selten ab 60) Zentimeter. Der gedrängte blütentragende Teil ist 3 bis 14 (selten ab 2,3) Zentimeter lang und trägt vier bis 25 (selten 2 bis 33) Blüten. Ein Blütenstiel fehlt oder er ist bei den unteren Blüten sehr kurz. Der zylindrische Fruchtknoten ist 6 bis 12 (selten bis 15) Millimeter lang. Die im Querschnitt zylindrische bis ovale Perigonröhre ist leicht gebogen. Sie weist eine Länge von 3 bis 12 Millimeter auf. Die länglichen, dicht zurückgerollten bis schraubigen, grünlich gelben Perigonzipfel sind 10 bis 15 (selten ab 6) Millimeter lang. Die hellgrünen, oft braun gefleckten Staubfäden überragen die Blütenröhre um 20 bis 29 (selten bis 41) Millimeter. Der Griffel ist im ausgewachsenen Zustand länger als die Staubblätter und aufwärts gebogen. Die keulenförmigen Narben sind dreilappig. Die Blütezeit reicht von Mitte Juli bis später August.
Die ellipsoiden Früchte sind 1,6 bis 2,4 Zentimeter lang und 1 bis 1,9 Zentimeter breit. Sie enthalten Samen von 3 Millimeter Länge und 4 Millimeter Breite.

## Systematik und Verbreitung
Agave guttata ist in den mexikanischen Bundesstaaten San Luis Potosí, Aguascalientes, Jalisco, Zacatecas und Durango in voller Sonne, an grasigen Straßenrändern, auf felsigen Feldern, Hügeln und Straßeneinschnitten in Höhenlagen von 1220 bis 2440 Metern verbreitet.
Die Erstbeschreibung durch Georg Albano von Jacobi und Carl David Bouché wurde 1865 veröffentlicht.
Nomenklatorische Synonyme sind Manfreda guttata (Jacobi & C.D.Bouché) Rose (1903) und Polianthes guttata (Jacobi & C.D.Bouché) Shinners (1966). Weitere Synonyme sind Agave protuberans Engelm. ex Baker (1888), Leichtlinia protuberans (Engelm. ex Baker) H.Ross (1896) und Leichtlinia commutata H.Ross (1896).
Die Art gehört in die Untergattung Manfreda und wird dort wahrscheinlich der Manfreda-Gruppe zugeordnet.

## Nachweise